# Heliconia standleyi
Heliconia standleyi är en enhjärtbladig växtart som beskrevs av James Francis Macbride. Heliconia standleyi ingår i släktet Heliconia och familjen Heliconiaceae. Inga underarter finns listade.